# Diego Hartfield
Diego Hartfield (* 31. Januar 1981 in Oberá) ist ein ehemaliger argentinischer Tennisspieler.

## Karriere
Bis 2006 spielte Diego Hartfield ausschließlich Futures- und Challengerturniere. 2006 gelang ihm der internationale Durchbruch. In Atlanta gewann er seinen ersten Challenger-Titel gegen Frank Dancevic und siegte eine Woche später beim Challenger-Turnier in Tunica Resorts im Finale gegen Mardy Fish. Beim ATP-Turnier in Stuttgart erreichte er die dritte Runde nach einem Sieg über Nicolás Almagro. Sein Grand-Slam-Debüt gab der Argentinier bei den French Open, wo er nach guter Leistung dem Weltranglisten-Ersten Roger Federer mit 5:7 6:7 und 2:6 unterlegen war.
Seine erfolgreichste Saison bestritt Diego Hartfield 2007. Sein bestes Resultat erzielte er in Buenos Aires, wo er erstmals das Halbfinale eines ATP-Turnieres erreichen konnte. In Houston besiegte er den ehemaligen Top-Ten-Spieler Sébastien Grosjean und stand kurz vor den French-Open in Pörtschach nach Siegen über Stan Wawrinka und Vincent Spadea im Viertelfinale, welches er gegen Lleyton Hewitt verlor. In Paris schied er in der zweiten Runde gegen David Ferrer aus. Im Juli zog er in Kitzbühel in die dritte Runde ein und Ende des Jahres stand der Sandplatzspezialist beim Hallenturnier in Lyon überraschend im Viertelfinale. In der Weltrangliste verbesserte er sich auf Platz 73.
2008 fiel der Argentinier weit zurück. Zu Beginn des Jahres war er bei den Australian Open in Runde eins gegen Roger Federer beim 0:6, 3:6, 0:6 absolut chancenlos. Seinen größten Erfolg der Saison erzielte er mit einem Sieg über Tommy Haas in Delray Beach.
In der deutschen Tennisbundesliga spielte Diego Hartfield 2007 für den TC Blau-Weiss Halle und wechselte 2008 zum Aufsteiger ETuF Essen.
Im Jahr 2010 beendete Hartfield seine Karriere.

## Erfolge
| Legende (Anzahl der Siege)  |
| Grand Slam                  |
| ATP World Tour Finals       |
| ATP World Tour Masters 1000 |
| ATP World Tour 500          |
| ATP World Tour 250          |
| ATP Challenger Tour (5)     |

### Einzel

#### Turniersiege
| Nr. | Datum            | Turnier        | Belag | Finalgegner     | Ergebnis |
| --- | ---------------- | -------------- | ----- | --------------- | -------- |
| 1.  | 8. Mai 2006      | Atlanta        | Sand  | Frank Dancevic  | 7:5, 6:0 |
| 2.  | 15. Mai 2006     | Tunica Resorts | Sand  | Mardy Fish      | 6:4, 6:4 |
| 3.  | 23. Oktober 2006 | Bogotá         | Sand  | Daniel Köllerer | 6:3, 7:5 |

### Doppel

#### Turniersiege
| Nr. | Datum         | Turnier  | Belag | Partner               | Finalgegner                 | Ergebnis         |
| --- | ------------- | -------- | ----- | --------------------- | --------------------------- | ---------------- |
| 1.  | 19. März 2007 | Bogotá   | Sand  | Martín Alberto García | Frederico Gil Dick Norman   | 6:4, 3:6, [10:5] |
| 2.  | 18. Mai 2008  | Bordeaux | Sand  | Sergio Roitman        | Tomasz Bednarek Dušan Vemić | 6:4, 6:4         |